# Lavochkin La-15

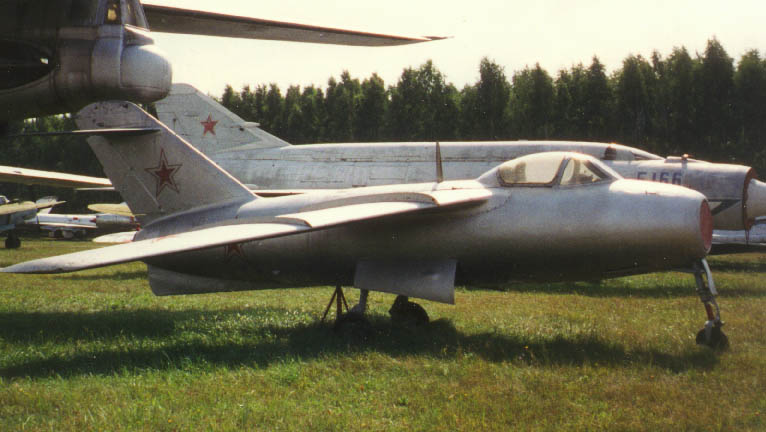
Vista laterale destra del La-15 al museo di Monino

Il Lavochkin La-15 (in cirillico Лавочкин Ла-15, designazione USAF/DoD "Type 21", nome in codice NATO Fantail) fu un aereo da caccia monomotore a getto, monoposto e monoplano ad ala alta e freccia, progettato dall'OKB 301 diretto da Semën Alekseevič Lavočkin e sviluppato in Unione Sovietica negli anni cinquanta.
Come il contemporaneo e più noto Mikoyan-Gurevich MiG-15 era un caccia di prima generazione, ma al contrario del MiG, esportato e utilizzato da numerose forze aeree filosovietiche, il La-15 venne impiegato solamente dalla Voenno-vozdušnye sily SSSR (V-VS), l'aeronautica militare dell'Unione Sovietica, rimanendo operativo nei suoi reparti dal 1949 al 1954.

## Storia del progetto
Lavočkin produsse una serie di caccia a elica nella seconda guerra mondiale. Il Lavochkin La-150 fu la sua prima risposta a un ordine del 1945 sulla costruzione di un caccia monoposto a reazione usando un singolo motore Junkers Jumo 004 ricavato da un Messerschmitt Me 262 che volò la prima volta nel settembre 1946. Il Lavochkin La-152 che volò nel dicembre 1946 aveva il motore nel muso, tecnica che diminuiva la perdita di potenza. Il Lavochkin La-160 fu il primo caccia sovietico a impiegare le ali a freccia, e volò nel giugno 1947.
Il Lavochkin La-168 volò la prima volta il 22 aprile 1948 (lo statunitense North American F-86 Sabre volò la prima volta nell'ottobre 1947). Era progettato per utilizzare il nuovo turbogetto basato sul britannico Rolls-Royce Nene come risposta a una specifica emessa nel 1946 per un caccia avanzato ad ala a freccia con prestazioni transoniche. Il motore era posto dietro il pilota, ma con ala alta e impennaggio a T comparabile al simile MiG-15. 
Il La-15 che raggiunse la produzione in serie era la somma di diversi progetti che incominciarono con il bombardiere OKB-1 150 nel 1945 e culminò nell'Aereo 176, più tardi nel 1948. Questi velivoli furono progettati per i motori britannici Rolls-Royce Derwent V e Rolls-Royce Nene, comprati dal governo sovietico nel 1947 e quindi realizzati localmente rispettivamente come Klimov RD-500 e Klimov RD-45. L'Aereo 174, spinto da un motore Dewent, fu progettato come riserva per il progetto principale, l'Aereo 168 spinto dal Nene, nel caso i britannici avessero deciso di non avvalorare la consegna di motori Nene più potenti con postbruciatore, timore che effettivamente si concretizzò. Il primo prototipo dell'Aereo 174 volò appena nove giorni dopo il concorrente Mikoyan-Gurevich I-310, l'8 gennaio 1948. Il primo prototipo andò comunque perso l'11 maggio 1948 per un incidente causato da vibrazioni. Le prove continuarono con un secondo prototipo migliorato, chiamato Aereo 174D. Rispetto al MiG-15 propulso dal Nene, esso aveva la stessa velocità massima e migliore manovrabilità, con una migliore velocità variometrica. Il prototipo fu avviato alla produzione nel settembre 1948, anche se l'Aereo 174D era ancora impegnato nelle prove di volo, e gli fu data la denominazione ufficiale di La-15 nell'aprile 1949.
Il modello risultò popolare presso i piloti grazie alla sua maneggevolezza e affidabilità, inoltre il suo abitacolo pressurizzato era un vantaggio ad alta quota. Nonostante tutto, l'entusiasmo ufficiale per il La-15 era tiepido, soprattutto perché era un progetto complesso che richiedeva strumenti di produzione complicati e costosi. La produzione complessiva si attestò su soli 235 esemplari, rimanendo in servizio presso l'aeronautica militare sovietica fino al 1953.

## Tecnica

### Cellula
Il La-15 era caratterizzato da una fusoliera a forma di barile (o sigaro) che integrava la cabina di pilotaggio pressurizzata, velatura monoplana del tipo a freccia, montata alta sulla fusoliera e con 6° di angolo di diedro negativo, e un impennaggio "a T" dotato di stabilizzatori montati al suo apice superiore. La fusoliera era semi-monoscocca e totalmente metallica, composta quasi completamente da duralluminio D-16 e da acciaio nei punti di saldatura. Complessivamente la fusoliera era costituita da due parti: quella di coda -rimovibile per la manutenzione del motore- che conteneva il motore, gli aerofreni (con attuatori idraulici), il serbatoio n° 3, mentre quella di prua conteneva l'abitacolo pressurizzato, l'avionica, l'armamento offensivo e l'elemento anteriore del carrello d'atterraggio. Le due parti erano tenute insieme da 56 bulloni.

### Abitacolo
L'abitacolo del modello definitivo era ricoperto da cupolino a goccia, composto da due parti e pressurizzato. Il parabrezza fisso era antiproiettile con corazze spesse 10 mm nella parte laterale e 105 mm nella sezione frontale ellittica. La parte mobile era spessa 8 mm, aveva una finestra per la visione diretta ed era apribile dall'interno e dall'esterno in caso di emergenza. L'abitacolo era dotato di seggiolino eiettabile che scorreva su binari e di corazze dietro il pilota, oltre che di console laterali e strumentazione di volo.

### Motore
Il motore era un Klimov RD-500, copia integrale del Rolls-Royce Derwent di produzione britannica, non dotato di postbruciatore e con accensione elettrica, erogante una spinta di 15,6 kN (1 590 kg).
Progettato per sole 100 ore di utilizzo, era lungo 2 248 mm e con un diametro di 1 024 mm e un peso a vuoto di 567 kg, operante a una temperatura di 1 130 kelvin. Le prese d'aria ellittiche erano divise e fiancheggiavano la cabina di pilotaggio.

### Armamento
L'armamento era costituito da tre cannoni Nudelman-Suranov NS-23 da 23 mm con cento colpi per ogni cannone. Il sistema di caricamento era basato sul rinculo dell'arma, rendendola più leggera e con un rateo di fuoco più alto. Il cannone pesava 39 kg e spingeva proiettili pesanti 200 grammi a una velocità alla volata di 680 metri al secondo (2 448 km/h). I cannoni erano tutti a nastro e potevano utilizzare traccianti, colpi a frammentazione e ad alta penetrazione. I bossoli erano espulsi in volo. Il fuoco era controllato elettricamente dal pilota, inoltre il dispositivo di mira era un mirino ASP-1N che fu sostituito nei modelli prodotti in seguito da un ASP-3N. Tra l'altro, era presente un cannone fotografico montato sulla presa d'aria che era capace di fare 8 foto al secondo e un totale di 150 foto. Il cannone fotografico poteva operare assieme o indipendentemente dai cannoni veri e propri.

## Impiego operativo
Il La-15 fu testato operativamente dal 192simo stormo, basato a Kubinka, dal 19 marzo 1949, e incominciarono ad apparire unità di combattimento di prima linea più tardi nello stesso anno. L'introduzione fu accompagnata da numerosi incidenti, inoltre il rivale MiG-15 appariva leggermente migliore. Infine, nonostante il La-15 avesse numerosi vantaggi tecnici sul MiG-15, per la combinazione di più facile produzione e costi minori venne preferito il MiG-15. Le autorità sovietiche decisero di produrre un solo caccia, scegliendo il MiG-15bis.
Ci sono voci discordanti riguardo al coinvolgimento del La-15 nella guerra di Corea. Alcuni piloti americani e fonti della Central Intelligence Agency  riportano l'avvistamento del La-15 (indicato come 'type 15' dopo essere stato erroneamente indicato dai piloti come MiG-17) riconoscendo la posizione dell'ala, diversa dal simile MiG-15. Al contrario, molti storici russi negano ogni utilizzo dell'aeromobile nella guerra, sostenendo quindi che i La-15 avvistati dai piloti delle Nazioni Unite fossero in realtà MiG-15.
In conclusione non è possibile affermare con certezza se i La-15 furono effettivamente dispiegati in Corea.
I rimanenti La-15 in servizio vennero disarmati entro il 1953 e i loro motori riutilizzati sul missile aria-terra KS-1 Kometa. Gli aerei vennero usati come bersagli in diversi test nucleari.

## Utilizzatori
Unione Sovietica
- Voenno-vozdušnye sily

## Esemplari attualmente esistenti
Un La-15 è visibile al Museo centrale della Federazione Russa delle aeronautiche militari a Monino, vicino a Mosca.

### Annotazioni
1. ↑  La denominazione del "costruttore" risulta scritta in modo diverso da quella del "progettista" poiché nel secondo caso la traslitterazione del cognome è effettuata secondo il sistema "ISO 9", impiegato come sistema standard convenzionale nelle pagine di Wikipedia in lingua italiana.

### Fonti
1. ↑  Лавочкин Ла-15 in Уголок неба.
2. ↑  (EN) Andreas Parsch e Aleksey V. Martynov, Designations of Soviet and Russian Military Aircraft and Missiles, su Designation-Systems.net, http://www.designation-systems.net, 2 luglio 2008. URL consultato il 9 ottobre 2011.
3. 1 2 3 4 5 6 7 8 9 10 11 12 13  Gordon 2007, p. 127.
4. ↑  http://sabre-pilots.org/classics/v133duck.htm Archiviato l'8 settembre 2014 in Internet Archive..
5. ↑  Baptism By Fire: CIA Analysis of the Korean War Overview | CIA FOIA (foia.cia.gov) Archiviato l'11 maggio 2015 in Internet Archive..
6. ↑   Archiviato il 4 marzo 2016 in Internet Archive. Monino home page.

### Aeroplani comparabili
- Focke-Wulf Ta 183
- FMA I.Ae. 33 Pulqui II
- Grumman F-9 Cougar
- Lockheed P-80 Shooting Star
- North American F-86 Sabre
- Dassault MD 452 Mystère II
- Mikoyan-Gurevich MiG-15
- Mikoyan-Gurevich MiG-17
- Saab 32 Lansen